# Acropyga major
Acropyga major är en myrart som beskrevs av Horace Donisthorpe 1949. Acropyga major ingår i släktet Acropyga och familjen myror. Inga underarter finns listade i Catalogue of Life.

## Bildgalleri

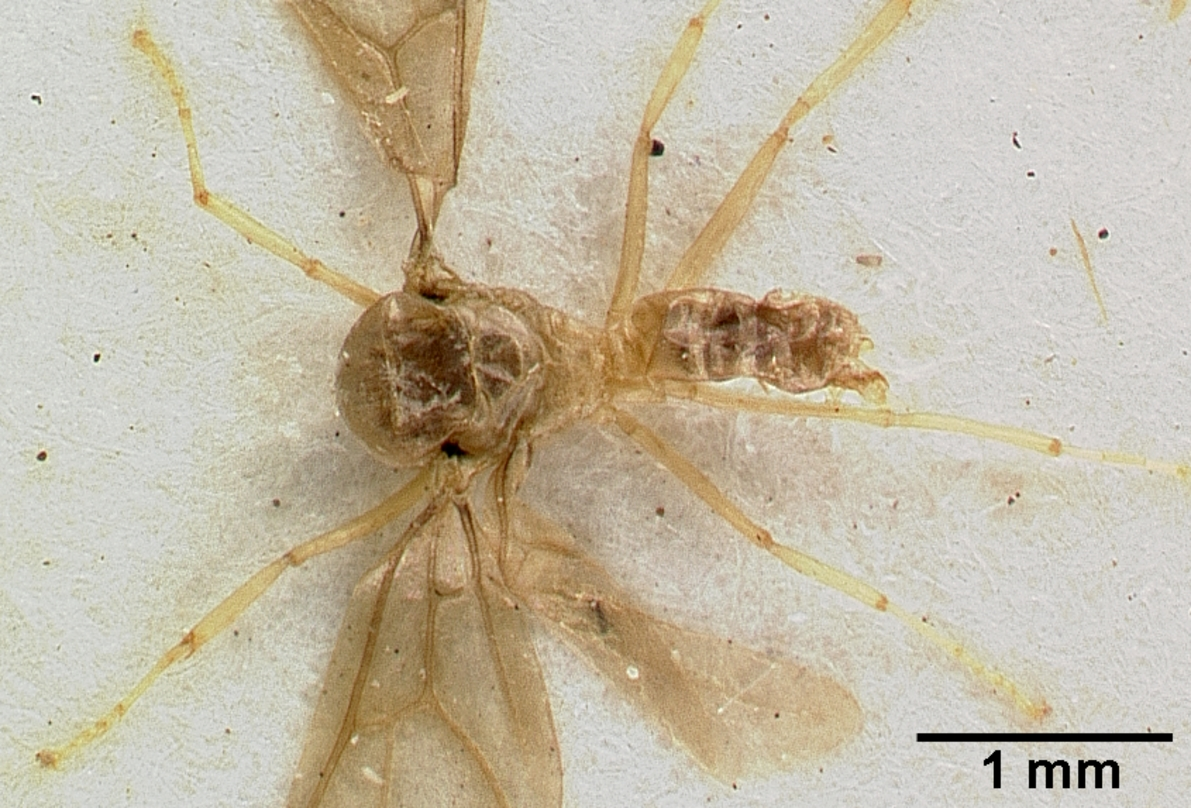
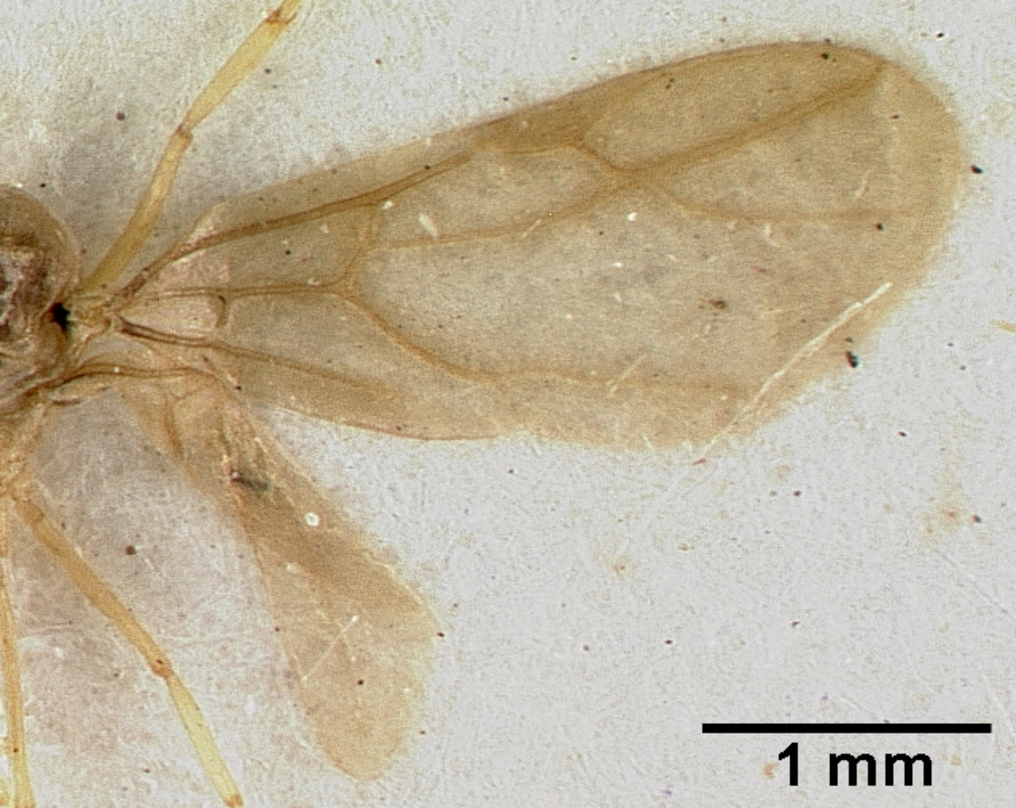
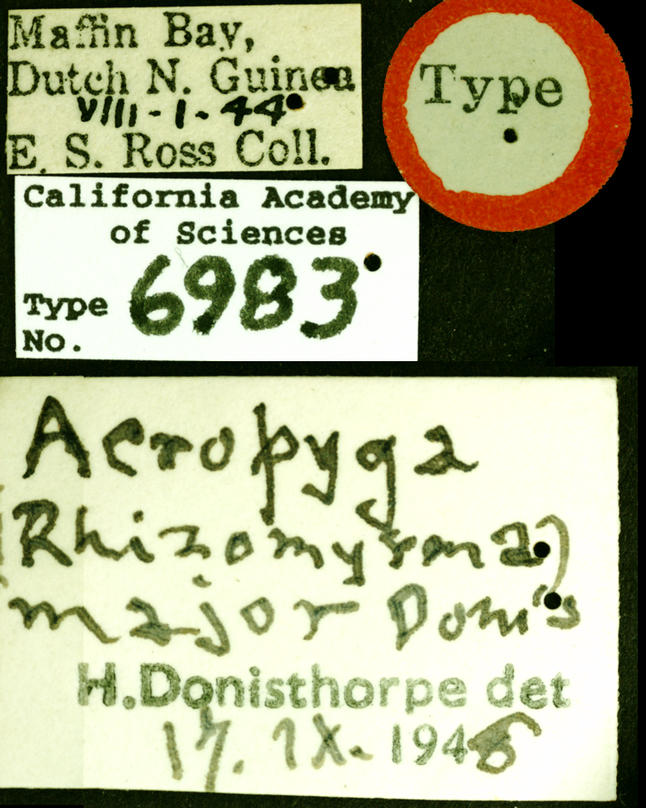
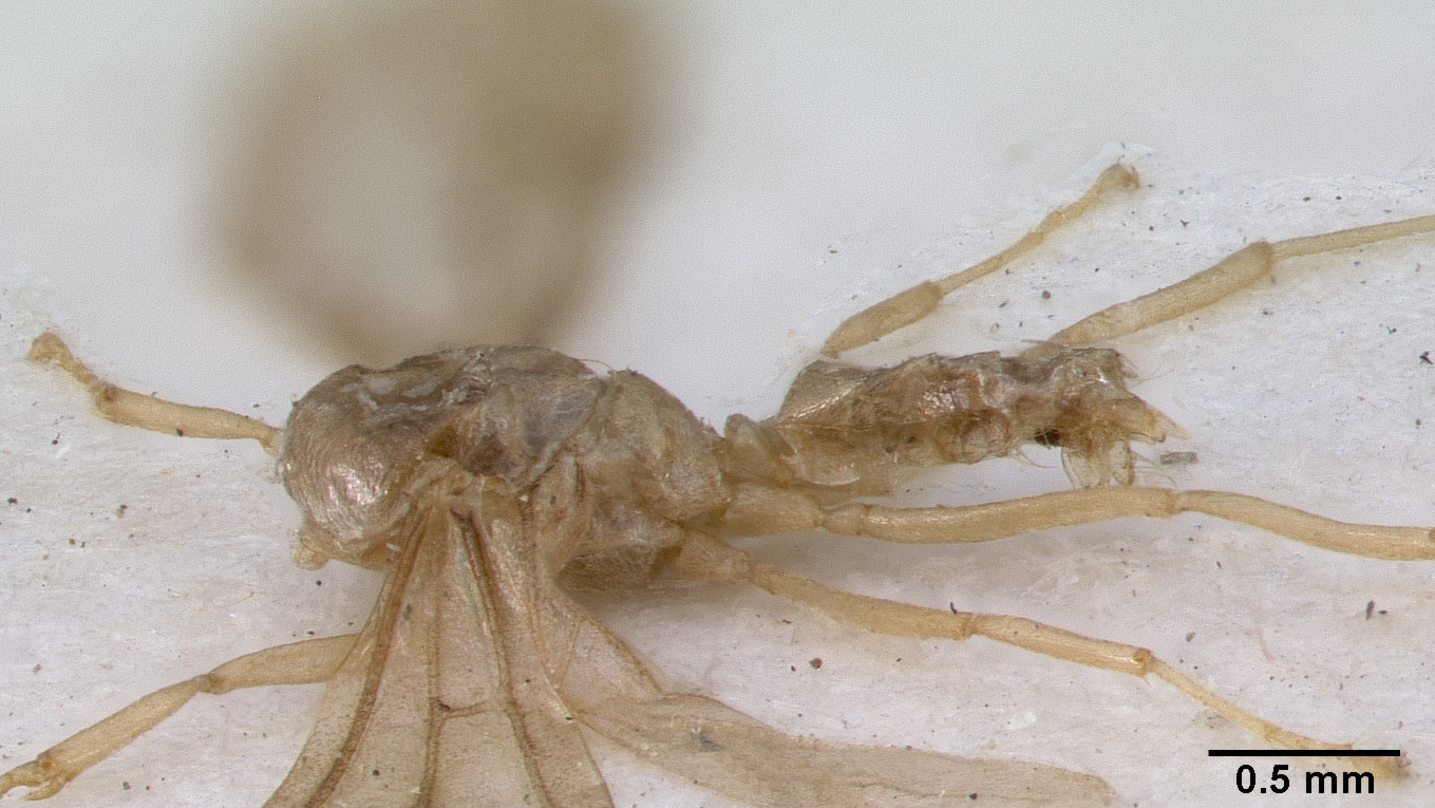